# Asesinato de Pon Navarasu
Pon Navarasu fue un estudiante de la Facultad de Medicina Rajah Muthiah, de la Universidad de Annamalai, en Chidambaram, Tamil Nadu, India, que fue asesinado el 6 de noviembre de 1996. Este asesinato, que ocurrió durante una novatada, llevó a la promulgación de la primera legislación anti-novatadas de India.

## Detalles
Pon Navarasu era un estudiante de primer año en la Facultad de Medicina Rajah Muthiah, de la Universidad de Annamalai. Fue asesinado el 6 de noviembre de 1996. Su cuerpo fue desmembrado y las partes se esparcieron por diferentes lugares de Tamil Nadu. Las mismas se recuperaron en el transcurso de varios días. Su padre, el Profesor P. K. Ponnusamy, un excanciller de la Universidad de Madras, llenó una queja policial el 10 de noviembre. El día siguiente, John David, un estudiante de último año de la misma universidad a la que asistía Pon, se entregó a las autoridades y confesó el crimen después de una semana de interrogación. De acuerdo a su confesión, el asesinato ocurrió mientras el le hacía una novatada a Navarasu. La policía dijo que David atacó a Navarasu durante una sesión de novatada en la habitación del campus cuando este se negó a lamer la suela de su zapato. Los compañeros de David testificaron que él poseía una reputación por abusar y humillar de los iniciantes. Durante el tan esperado juicio, en una sala judicial llena, el juez de Cuddalore S.R. Singaravelu dijo que el motivo del crimen fue probablemente que "mientras otros iniciantes siempre habían obedecido a David, la negativa de Navarasu, que era el hijo de un Vice Canciller, pudo haber irritado al acusado y la desesperación lo llevó a un choque de egos".
La aberrante naturaleza del homicidio causó un levantamiento público y el gobierno de Tamil Nadu promulgó una ordenanza anti-novatadas criminalizando este acto. Tiempo después esta ordenanza se formalizó como el Acta de Prohibición de Novatadas de Tamil Nadu, en 1997. Y de esta manera, Tamil Nadu se convirtió en el primer estado de India en prohibir las novatadas en las instituciones educativas y criminalizar el acto.
John David fue condenado por el asesinato de Navarasu y se le dio una doble cadena perpetua (a ser servidas consecutivamente) por la corte del Distrito de Cuddalore, el 11 de marzo de 1998. La Corte Suprema de Madras anuló el veredicto el 5 de octubre de 2001 y lo liberó. El estado de Tamil Nadu apeló a la Suprema Corte de India. El 20 de abril de 2011, la Suprema Corte anuló el veredicto de la Suprema Corte de Madras y confirmó el del tribunal de primera instancia. También ordenó que la doble cadena perpetua sea cumplida consecutivamente. John David, que fue liberado en 2001, se entregó nuevamente a las autoridades unos días después y actualmente está sirviendo su condena.
Los padres de Navarasu establecieron en su memoria una organización anti-novatadas sin fines de lucro.